# Суфриер (вулкан, Гваделупа)
Суфриер, Суфрьер (фр. La Soufrière) — стратовулкан на острове Бас-Тер. Также известен как Гран-Суфрьер (Большой выход серы).
Высота над уровнем моря — 1467 м. Это не только высшая точка департамента Гваделупа, но и всех Малых Антильских островов.
Суфриер проявляет свою активность в отличие от других вулканов острова. Последнее извержение зафиксировано в 1977 году. Несмотря на это, у его подножия построен город Бас-Тер.
Склоны покрыты тропическими лесами, которые страдают после каждого извержения вулкана.
Среди туристов популярен подъём на вершину Суфриера.

## Из истории
28 мая 1802 года в местечке Матуба на склонах Суфриера, после поражения начатого ими восстания против рабства, совершили массовое самоубийство полковник Луи Дельгрес и другие восставшие.